# Галек, Витезслав
Витезслав Галек (также Виктор, Винценц) (5 апреля 1835, Одоленсвассер — 8 октября 1874, Прага) — чешский поэт, драматург, писатель, журналист, литературный критик и публицист. Вместе с Яном Нерудой считается основоположником современной чешской поэзии.

## Биография
После окончания пражской гимназии отказался продолжать обучение в семинарии. Имел незаконченное философское образование. С 1861 работал редактором Národní listy. Умер от пневмонии.

## Стиль
Витезслав был весьма популярен благодаря лёгкому и оптимистичному стилю произведений. Неруду, чей стиль был более серьёзным и критическим, современники не принимали.

## Произведения
- Večerní písně (Вечерние песни), 1859
- V přírodě (На природе), 1872

### Драмы
- «Царевич Алексей» (1830)
- «Завиш из Фалькенштейна» (1860)
- «Король Рудольф» (1860)
- «Король Вукашин» (1862)
- «Сергей Катилина» (1863)
- «Антон и Тамара» (1866)